# Alphonse Perier
Pour les articles homonymes, voir Périer.
Pour les autres membres de la famille, voir Famille Casimir-Perier.
Alphonse Périer (28 octobre 1782, Grenoble - 11 janvier 1866, Grenoble) est un homme politique français.

## Biographie
Fils de Claude Perier et frère de Casimir Perier, il fit ses études à l’École centrale de Grenoble et au collège militaire de Tournon, puis entra dans la maison de commerce d'Augustin Perier, dont il devint l'associé en 1804. Juge au tribunal de commerce de Grenoble, maire d'Eybens de 1811 à 1831, capitaine de la garde nationale de Grenoble en 1813, il refusa, de Bonaparte, aux Cent-Jours, le grade de colonel de la garde nationale, et accepta de Louis XVIII, quelque temps après, les fonctions plus modestes de commandant. 
Administrateur des hospices de Grenoble en 1830, membre du conseil académique, administrateur de la succursale de la Banque de France, vice-président de la Caisse d'épargne et de prévoyance de Grenoble, il fut successivement élu député de l'Isère en 1834, 1837, 1839 et 1842. Périer figura constamment parmi les ministériels, et vota pour la dotation du duc de Nemours, pour le recensement, contre l'adjonction des capacités, pour les incompatibilités et pour l'indemnité Pritchard. Il fut membre de la commission du budget en 1843, et deux fois président de son bureau. Ayant échoué, le 1er août 1846, avec 215 voix contre 221 à Roger, il ne se représenta plus.
Marié à Antoinette de Tournadre, fille de Bernard de Tournadre et d'Élizabeth de Laidet, il est le beau-père de François de Chabaud-Latour.
Alphonse Perier est inhumé au cimetière Saint-Roch de Grenoble.

## Décorations
Chevalier de la Légion d'honneur (1814)

## Sources et références
1. ↑  Madeleine Bourset, « Chapitre I. Le quatrième fils de « Perier-Milord » », dans Casimir Perier : Un prince financier au temps du romantisme, Éditions de la Sorbonne, coll. « Histoire de la France aux XIXe et XXe siècles », 1994, 13–51 p. (ISBN 979-10-351-0496-2, lire en ligne)
2. ↑  « Recherche - Base de données Léonore », sur www.leonore.archives-nationales.culture.gouv.fr (consulté le 3 novembre 2024)

- « Alphonse Perier », dans Adolphe Robert et Gaston Cougny, Dictionnaire des parlementaires français, Edgar Bourloton, 1889-1891 [détail de l’édition]